# Thank You (мини-альбом)
Thank You (другое название: Дякую; рус. Спасибо) — дебютный мини-альбом украинской певицы Джамалы, выпущенный 1 октября 2014 года под лейблом «Enjoy! Records». В поддержку альбома, 25 сентября 2014 года был выпущен сингл «Запуталась».

## Список композиций
Вся музыка написана Джамалой.
| №                   | Название                      | Текст песни               | Длительность |
| ------------------- | ----------------------------- | ------------------------- | ------------ |
| 1.                  | «Заплуталась» (на украинском) | Виктория Платова, Джамала | 5:10         |
| 2.                  | «My Lover»                    | Арт Антонян               | 3:38         |
| 3.                  | «Watch Over Me»               | Джамала                   | 5:47         |
| 4.                  | «Perfect Man»                 | Арт Антонян               | 3:45         |
| 5.                  | «Песня о дружбе» (на русском) | Платова, Джамала          | 5:10         |
| 6.                  | «Thank You»                   | Арт Антонян               | 3:22         |
| Общая длительность: | Общая длительность:           | Общая длительность:       | 26:52        |

## История релиза
| Регион  | Дата           | Лейбл          | Формат |
| ------- | -------------- | -------------- | ------ |
| Украина | 1 октября 2014 | Enjoy! Records | ЦД, CD |